# Chiesa dei Santi Filippo e Giacomo (Finale Emilia)
La chiesa dei Santi Filippo e Giacomo, comunemente nota come il Duomo di Finale Emilia,è la parrocchiale e il luogo di culto principale a Finale Emilia, in provincia di Modena. Appartiene al vicariato della Bassa dell'arcidiocesi di Modena-Nonantola e risale al XIII secolo.

## Storia

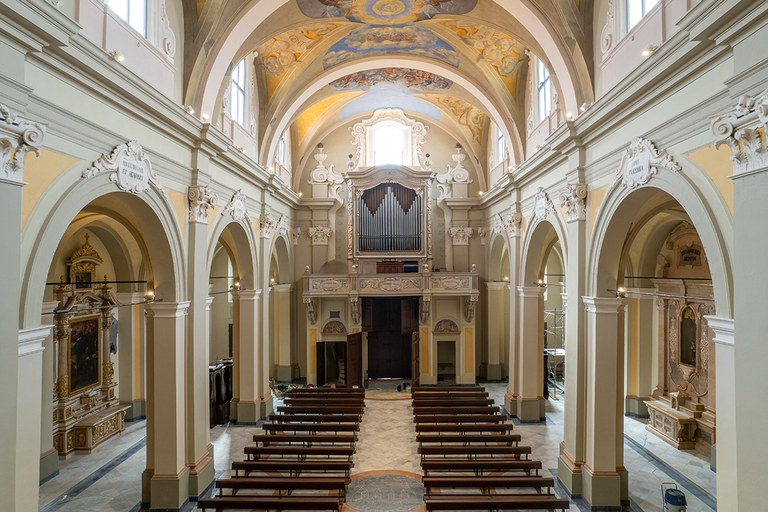
Interno del Duomo

Una prima chiesa fu edificata già nel XIII secolo, nell'ambito della fondazione del nuovo centro fortificato di Finale. Non si conoscono le caratteristiche di questo primo luogo di culto, ma di certo, fin dalla sua costruzione, si configurò come la chiesa della Comunità finalese, che provvedeva anche agli oneri di officiatura stipendiando un cappellano.
L'attuale chiesa fu costruita nel 1474 sulle fondamenta del preesistente edificio, che venne ristrutturato, ampliato e alzato, con un'aula rettangolare a tre navate, un'abside semicircolare e una copertura a capriate.
L'interno del Duomo risale ai lavori eseguiti tra il 1770 e il 1773, con un disegno in stile barocco, opera dell'architetto ferrarese Angelo Marescotti: in quell'occasione la navata centrale venne coperta con una volta a botte lunettata. La facciata risale invece al 1807 e venne realizzata grazie al lascito dell'arciprete Giovan Battista Grillenzoni.
Nel 1911 venne realizzato l'organo, mentre nel 1942-1943 l'artista finalese Giuseppe Busuoli realizzò il ciclo di affreschi della navata centrale.
Fino al 2002 il Duomo rimase di proprietà comunale e soltanto allora, con un atto ufficial, fu ceduto alla parrocchia.
Il terremoto dell'Emilia del 2012 danneggiò gravemente la struttura architettonica del Duomo, l'apparato pittorico decorativo e le opere artistiche interne, quali gli altari e la cantoria lignea. Fra i danni più evidenti, il crollo della porzione sommitale della facciata e della retrostante volta in legno e gesso della navata centrale, il crollo delle volte in muratura delle navate laterali, e un esteso stato fessurativo sulla volta dell'abside e lungo tutto il fusto del campanile. I lavori di restauro vennero avviati solo il 25 marzo 2019 e durarono più di quattro anni, con un costo di 6.030.000 euro.

## Descrizione

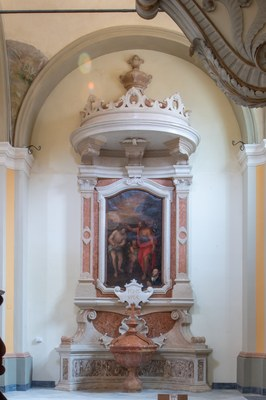
Sebastiano Filippi detto il Bastianino, Battesimo di Cristo (1580)

L'abside e il campanile della chiesa presentano le strutture originarie quattro-cinquecentesche, mentre la facciata e l'interno a tre navate sono il risultato dei successivi interventi, in particolare quelli realizzati da Angelo Marescotti nel 1770 e da Cesare Rossi nel 1807 sulla facciata in stile neoclassico in laterizio faccia a vista, composta da un susseguirsi di lesene con capitelli di stile ionico e sormontata da un maestoso frontone.
Prima del sisma del 2012, nella chiesa erano esposte diverse opere di pregio artistico, tra cui lo Sposalizio della Vergine di Sigismondo Caula, il Battesimo di Gesù del Bastianino (Bastiano Filippi, 1560) e la Adorazione dei Magidi Giuseppe Maria Crespi detto lo Spagnolo (XVIII secolo); sull'altare maggiore era collocato un ritratto dei santi Filippo e Giacomo del Mussati (XVII secolo). Tra gli arredi, un antico Crocifisso ligneo che secondo la tradizione fu trasportato a Finale Emilia durante una piena del fiume Panaro, una statua lignea di scuola veneziana raffigurajte la Madonna delle Grazie, oggetto di culto caro ai finalesi per lo scampato pericolo dell'epidemia di peste del 1630 e un organo del 1573 di Giovanni Cipri.